# Erhard Frederiksen
Christian Erhard Frederiksen, född 7 januari 1843 på huvudgården Fuglsang på Lolland, död 12 oktober 1903, var en dansk agronom.
Frederiksen avlade 1862 lantbruksexamen på Landbohøjskolen, var därpå ett och ett halvt år rättare på Orupgård hos Danmarks då främste lantbrukare Edward Tesdorpf; han studerade 1865 mejeriväsendet under Thomas Riise Segelcke och avslutade sin utbildning med en studieresa genom Europas mest utvecklade lantbruksländer. Hemkommen från denna resa övertog han 1866 fädernesgården Nybøllegård, och sex år senare grundlade han tillsammans med en yngre bror sockerfabriken "Lolland". Dåliga konjunkturer tvang 1877 bröderna till att låta bolaget gå i konkurs, men i första hand bidrog deras verksamhet till att bana väg för den rationella sockerbetsodlingens införande i Danmark.
Efter konkursen ägnade Frederiksen stort intresse åt de lantbruksunderrättelser, som han 1874 hade stiftat och därefter redigerat i "Dagbladet", 1879 startade han ett självständigt agronomiskt veckoblad, som året därpå uppgick i "Ugeskrift for landmænd", och för vilken han var medredaktör till sin död. Som agronomisk författare utvecklade han en sällsynt produktivitet, och antalet artiklar kan snarare räknas i tusental än i hundratal. Han skrev 1892 en omfattande och mycket instruktiv handbok, Om Rodfrugtdyrkning, som utgavs av Landhusholdningsselskabet.
Vid sidan av denna omfattande litterära gärning deltog Frederiksen i hög grad i det danska lantbrukets praktiska arbete. Han startade bland annat "maltkornsrörelsen", som Landhusholdningsselskabet senare, på hans uppdrag, förde vidare genom sin maltkornskommitté. Från 1882 var han De danske Sukkerfabrikkers konsulent på Lolland, där han för egen räkning drev en bondgård vid Nakskov.

## Utmärkelser
- Riddare av Dannebrogorden,  1897[2]

[Redigera Wikidata]